# Franziska Friedl
Franziska Friedl (Viena, 29 de septiembre de 1997) es una jugadora de voleibol de playa austriaca. Es tres veces medallista en el Circuito Mundial de Voleibol de Playa, subcampeona nacional de Austria y campeona estudiantil europea.

## Carrera

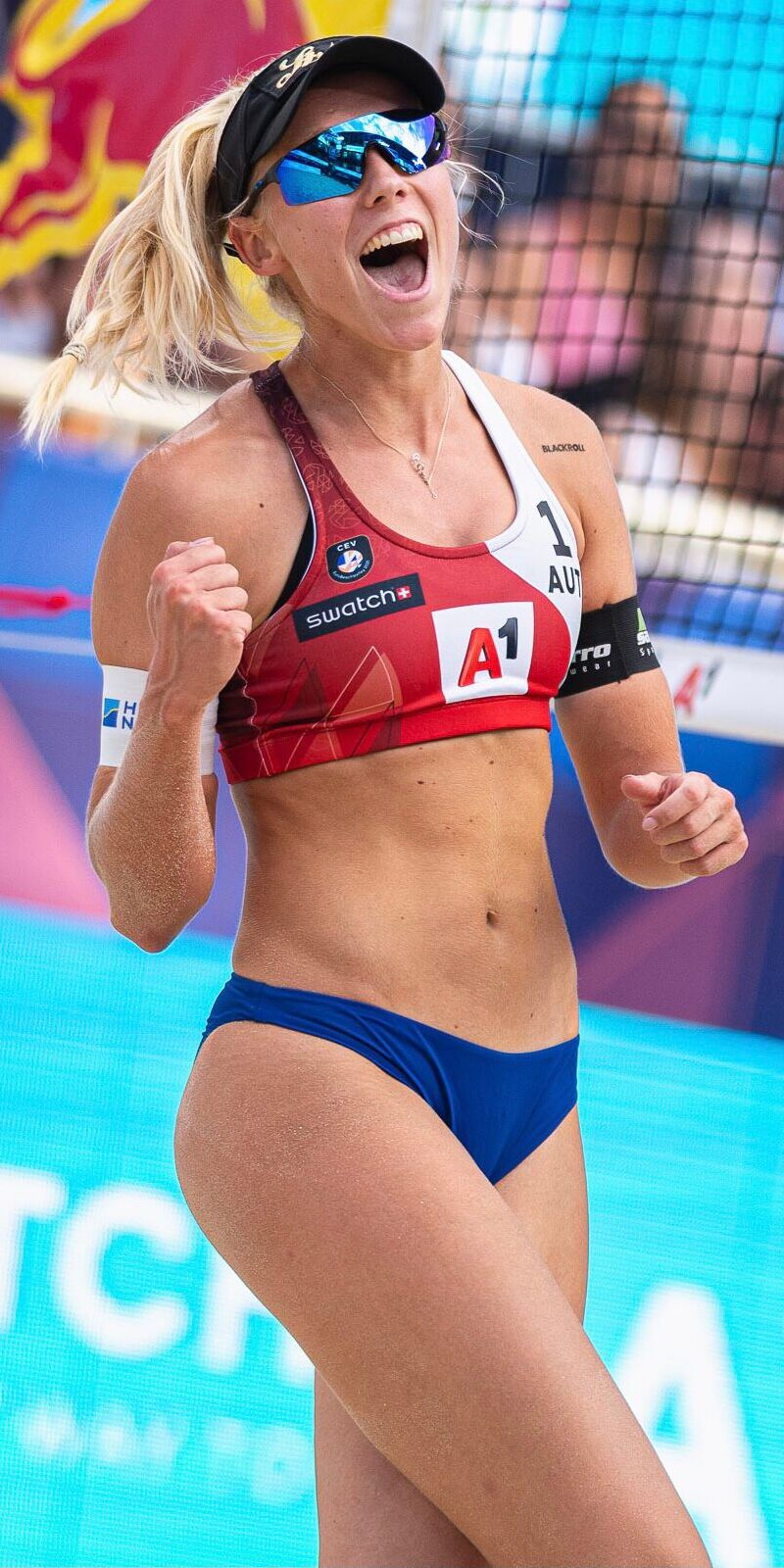
Friedl en el Campeonato Europeo de Vóley Playa de 2021.

Friedl empezó a jugar voleibol bajo techo en Union Wolkersdorf cuando tenía nueve años. Cuando tenía 16 años, fue convocada para la selección juvenil de voleibol de playa de Austria. Desde entonces, trabaja exclusivamente como jugadora profesional de voleibol playa y compite en torneos internacionales. Desde mayo de 2023, Friedl juega junto a Katharina Schützenhöfer, cuya compañera Lena Plesiutschnig estuvo fuera de juego debido a una rotura del tendón de Aquiles.

## Palmarés
- Campeona Europea estudiantil 2019 [2]
- Medallista de plata FIVB una estrella Koropove 2021 [3]
- Medallista de bronce en el Campeonato Estatal de Austria 2021 [4]
- Medallista de bronce FIVB Futuro Budapest 2022 [5]
- Medallista de plata FIVB Future Ios 2023 [6]
- Subcampeona nacional de Austria 2023 [7]

## Vida personal
Además de su carrera como jugadora profesional de voleibol playa, Friedl estudia ciencias de la comunicación en la Universidad de Viena. También tiene una licenciatura en sociología de la Universidad de Viena.